# Dennis Bermudez
Dennis Ross Bermudez, (født 13 december 1986 i Saugerties i New York i USA), er en amerikansk MMA-uddøver som siden 2011 har konkurreret i organisationen Ultimate Fighting Championship (UFC). Han har blandt andet deltaget i The Ultimate Fighter: Team Bisping vs. Team Miller og besejret bemærkelsesværdige navne som Max Holloway og Clay Guida.

## Mesterskaver og resultaters
- Ultimate Fighting Championship
  - Submission of the Season (The Ultimate Fighter 14) vs. Akira Corassani
  - Fight of the Night (2 gange)
  - Submission of the Night (1 gang)
  - Performance of the Night (2 gange)